# Zbigniew Chlebowski
Zbigniew Chlebowski (ur. 8 marca 1964 w Żarowie) – polski polityk i samorządowiec, poseł na Sejm IV, V i VI kadencji.

## Życiorys
Ukończył studia na Wydziale Mechanizacji Rolnictwa Akademii Rolniczej we Wrocławiu, uzyskując tytuł zawodowy magistra inżyniera. Odbył studia podyplomowe w Akademii Ekonomicznej we Wrocławiu (zarządzanie strategiczne) oraz na Wydziale Zarządzania dla Administracji Publicznej w Wielkopolskiej Szkole Biznesu przy Akademii Ekonomicznej w Poznaniu (finanse administracji publicznej). Uzyskał stopień MBA, a także Międzynarodowy Certyfikat Menedżera z zakresu zarządzania w administracji.
W latach 1990–2001 pełnił funkcję burmistrza Żarowa. W tym czasie miasto otrzymało nagrodę „Dolnośląski Klucz Sukcesu”. Od 1998 do 2001 był także radnym sejmiku dolnośląskiego (wybranym z listy AWS).
Należał do Stronnictwa Konserwatywno-Ludowego. Od 2001 związany był z Platformą Obywatelską. Od tego też roku z list tej partii sprawował mandat poselski z okręgu wałbrzyskiego. W IV kadencji Sejmu pełnił funkcję wiceprzewodniczącego klubu parlamentarnego PO. Ponownie uzyskał mandat poselski w 2005. 13 stycznia 2006 został rzecznikiem ds. finansów w gabinecie cieni Platformy Obywatelskiej. W wyborach parlamentarnych w 2007 po raz trzeci został posłem, zdobywając 56 533 głosy. W Sejmie VI kadencji stanął na czele klubu parlamentarnego PO. 1 października 2009 został zawieszony w pełnieniu funkcji przewodniczącego klubu parlamentarnego PO po opublikowaniu stenogramów jego rozmów z biznesmenami z branży hazardowej. Odwołano go z tej funkcji 9 października tego samego roku. 26 października 2009 zawiesił swoje członkostwo w klubie i partii. 28 października 2009 został posłem niezrzeszonym. Znalazł się także poza partią.
W 2011 jako niezależny bez powodzenia ubiegał się o mandat senatora. W 2013 został wiceprezesem, a następnie prezesem Europejskiego Konsorcjum Kolejowego „Wagon”.

## Odznaczenia i wyróżnienia
Odznaczony Brązowym Krzyżem Zasługi (2001). Laureat Dziecięcej Nagrody „Serca”.